# Michele Dell'Orco

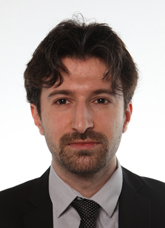
Michele Dell'Orco

Michele Dell'Orco (nascida em 7 de setembro de 1985) é um político italiano. Ele foi subsecretário do Ministério da Infraestrutura e do Transporte de 2018 a 2019.